# Jacquemontia micrantha
Jacquemontia micrantha là một loài thực vật có hoa trong họ Bìm bìm. Loài này được (Roem. & Schult.) G. Don mô tả khoa học đầu tiên năm 1838.